# Luzonstraße
Die Luzonstraße oder Straße von Luzon ist eine ungefähr 250 Kilometer breite Wasserstraße, welche die Philippinensee mit dem südchinesischem Meer zwischen Taiwan und der philippinischen Hauptinsel Luzón verbindet.
Die Meerenge ist in mehrere kleinere Kanäle unterteilt. Der Babuyan-Kanal trennt Luzon von den Babuyan-Inseln, die durch den Balintang-Kanal von Batanes getrennt sind. Batanes ist durch den Bashi-Kanal von Taiwan getrennt.
Einige der größten Meereswellen der Welt, zeitweise über 170 Meter hoch, befinden sich im Norden der Meerenge. Diese Wellen oder Strömungen befinden sich unter Wasser und brechen selten an der Oberfläche, wodurch sie keine Gefahr für die Schifffahrt darstellen, auch wenn sie manchmal selbst für Satelliten aus dem Weltraum sichtbar sind. 
Die Oszillation wird größtenteils durch einen langen Nord-Süd-Kamm ausgelöst, der fast die gesamte Meerenge bedeckt und im nördlichen Abschnitt durch einen zweiten parallelen Kamm verstärkt wird.

## Geographie
Die Wasserstraße ist 320 km breit. In ihr liegen zwei Inselgruppen: Die Babuyan-Inseln und die Inseln der Provinz Batanes.
Die Straße teilt sich in drei Kanäle auf:
- Der Babuyankanal trennt Luzón von den Babuyan-Inseln,
- der Balintangkanal die Babuyan-Inseln von den Batan-Inseln
- und die Bashistraße die Batan-Inseln von Taiwan.

Am Ausgang der Luzonstraße zur Philippinensee liegt die kleine Insel Palaui, auf der ein 116 Jahre alter Leuchtturm steht.
In die Luzonstraße münden an der südlichen Küste die Flüsse Abulug und Cagayan.

## Wirtschaft
Die Luzonstraße ist eine wichtige Verbindung für die Schifffahrt und die Kommunikation. Viele Frachter aus Amerika nutzen die Route auf ihrem Weg zu den Hauptseehäfen Ostasiens. Die Straße von Luzon wird von vielen Seekabeln durchzogen, die Telefon- und Datenverbindungen zu China, Hongkong, Taiwan, Japan und Südkorea bieten.

## Geschichte
Die Straße von Luzon war ein Teil der japanischen Invasionsroute im Dezember 1941. Am 8. Dezember, wegen der Datumsgrenze am gleichen Tag wie der Angriff auf Pearl Harbor, landeten sie auf Batanes.
Am 10. Dezember besetzten sie Camiguin im Norden von Mindanaos und landeten am selben Tag in Aparri auf Luzon.
In der Folgezeit jagten US-Tauchboote japanische Konvois, die die Meeresstraße auf ihrem Weg von Ostindien nach Japan durchquerten.